# Куц, Казимеж
Казимеж Юлиан Куц (пол. Kazimierz Julian Kutz; 16 февраля 1929, Катовицы-Шопеницы — 18 декабря 2018) — польский кинорежиссёр, связан своим творчеством с Силезией, сенатор польского парламента (1997—2007, 2011—2015), депутат Сейма (2007—2011).

## Биография
Родился 16 февраля 1929 года в семье железнодорожника Францишека Куца. В 1954 году окончил обучение на режиссёрском факультете Высшей школы кинематографа, телевидения и театра имени Леона Шиллера в Лодзи. В 1955 году стал ассистентом Анджея Вайды на фильме «Поколение». Первой самостоятельной работой был фильм «Крест храбрых»; 1959). В 1964 году создал полнометражный кинофильм «Зной» с джентльменами и другими актёрами программы «Кабаре джентльменов в возрасте».
Творческие интересы режиссёра были всегда связаны с Силезией. Им был создан триптих фильмов «Соль чёрной земли» (пол. Sól ziemi czarnej; 1969), «Жемчужина в короне» (пол. Perła w koronie; 1971) и «Бусинки одних чёток» (пол. Paciorki jednego różańca; 1979). В 1997 году был избран сенатором польского парламента как беспартийный кандидат от избирательного списка Унии Свободы. В выборах 2005 года был третий раз избран в Сенат. В выборах 2007 года был избран в Сейм в качестве беспартийного кандидата от избирательного списка Гражданской платформы.

## Ссылка
- Сайт Казимежа Куца